# Батицький сільський округ
Бати́цький сільський округ (каз. Батық ауылдық округі, рос. Батыкский сельский округ) — адміністративна одиниця у складі Шетського району Карагандинської області Казахстану. Адміністративний центр та єдиний населений пункт — село Батик.
Населення — 602 особи (2021; 799 у 2009, 738 у 1999, 1019 у 1989).
Станом на 1989 рік існувала Батицька сільська рада (село Батик).